# Niella Belbo
Niella Belbo ist eine Gemeinde in der italienischen Provinz Cuneo (CN), Region Piemont.

## Geografie
Niella Belbo liegt 60 km östlich von der Provinzhauptstadt Cuneo in der Weinregion Alta Langa, am Oberlauf des Belbo (Flusssystem Tanaro/Po). Das Gemeindegebiet umfasst eine Fläche von 11,52 km² und hat 325 Einwohner (Stand 31. Dezember 2023).
Die Nachbargemeinden sind Bossolasco, Feisoglio, Gorzegno, Mombarcaro und San Benedetto Belbo.

## Geschichte

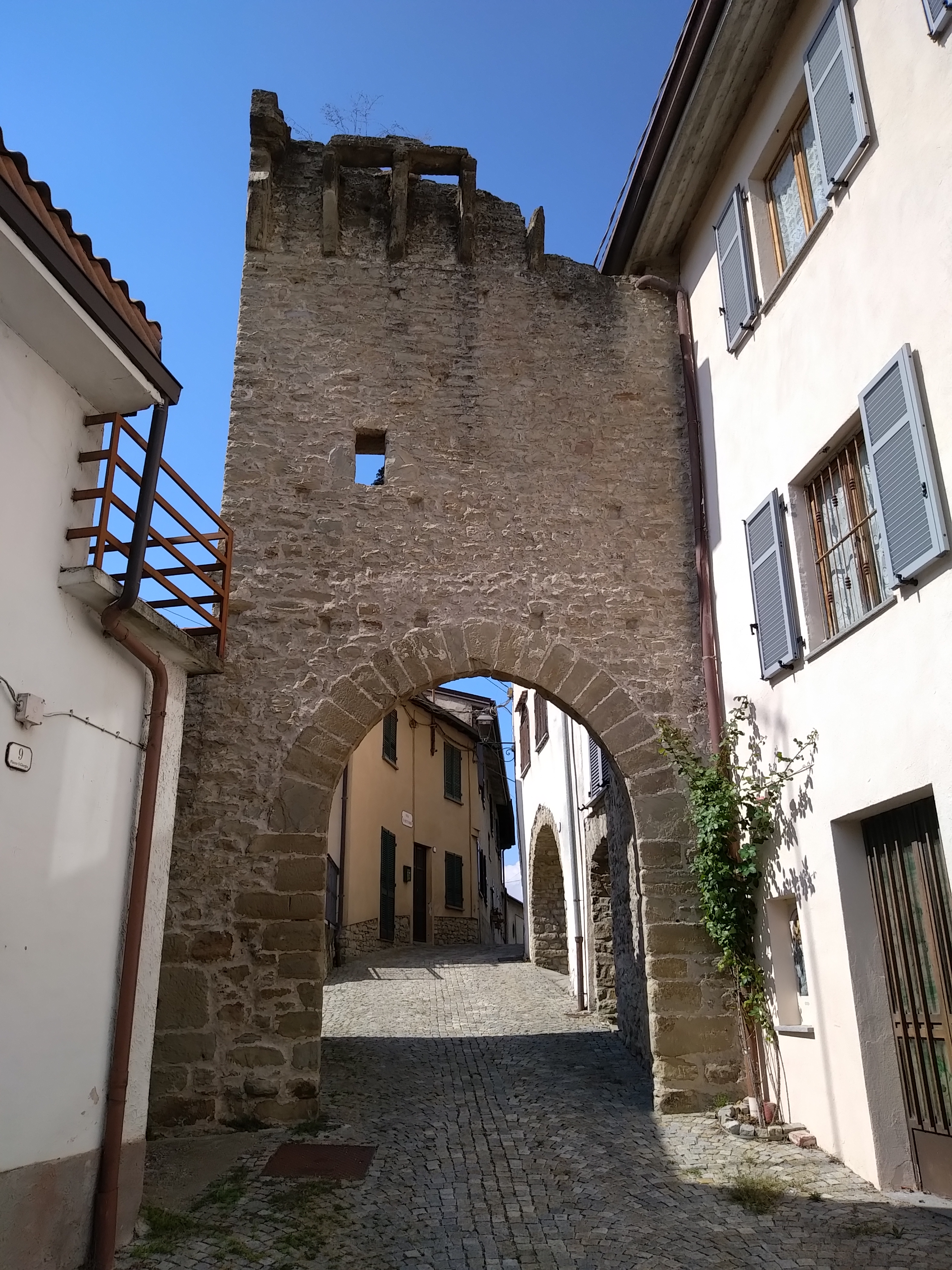
Steinbogen aus dem Mittelalter

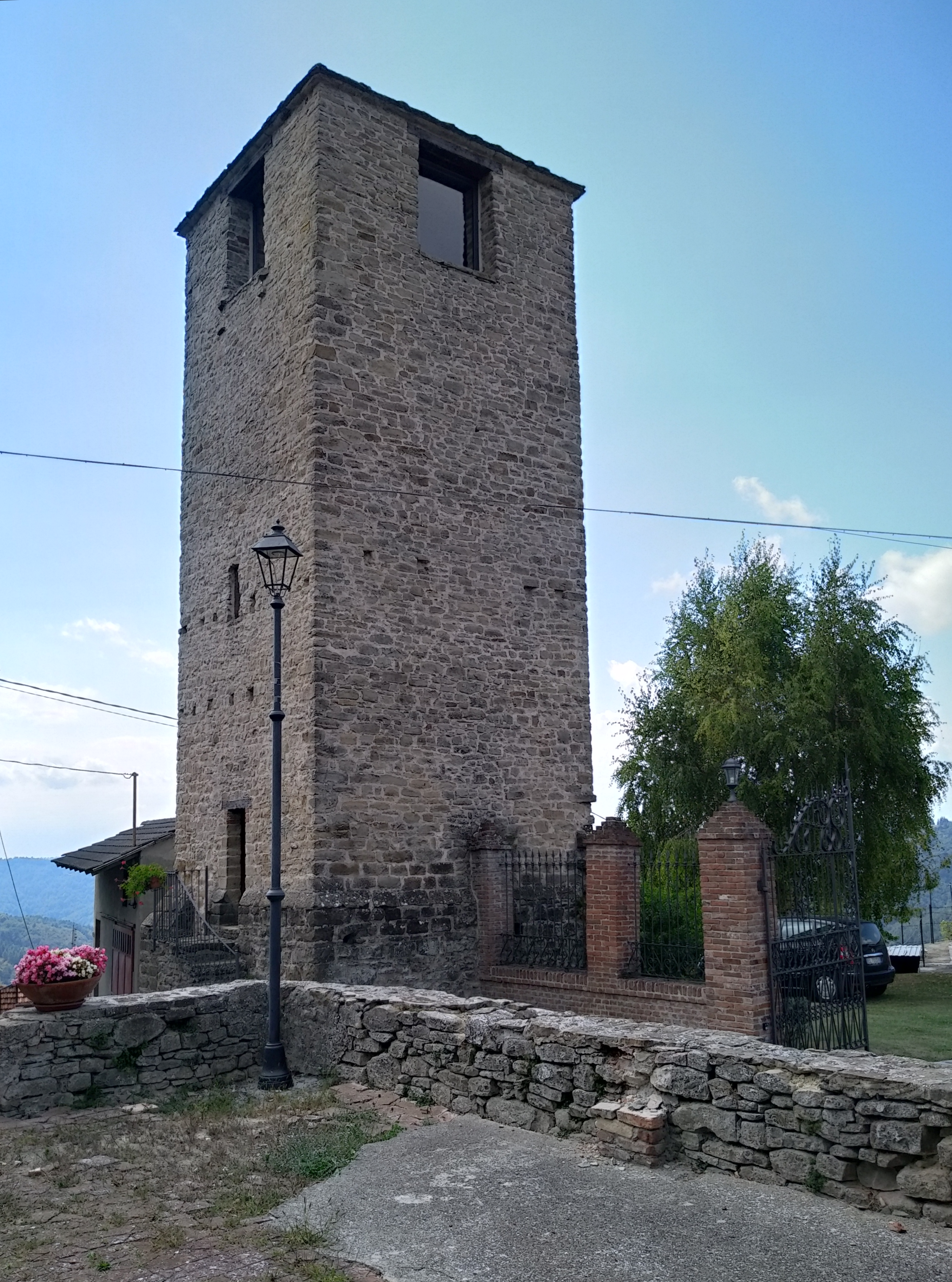
Der Turm von Nielle Belbo

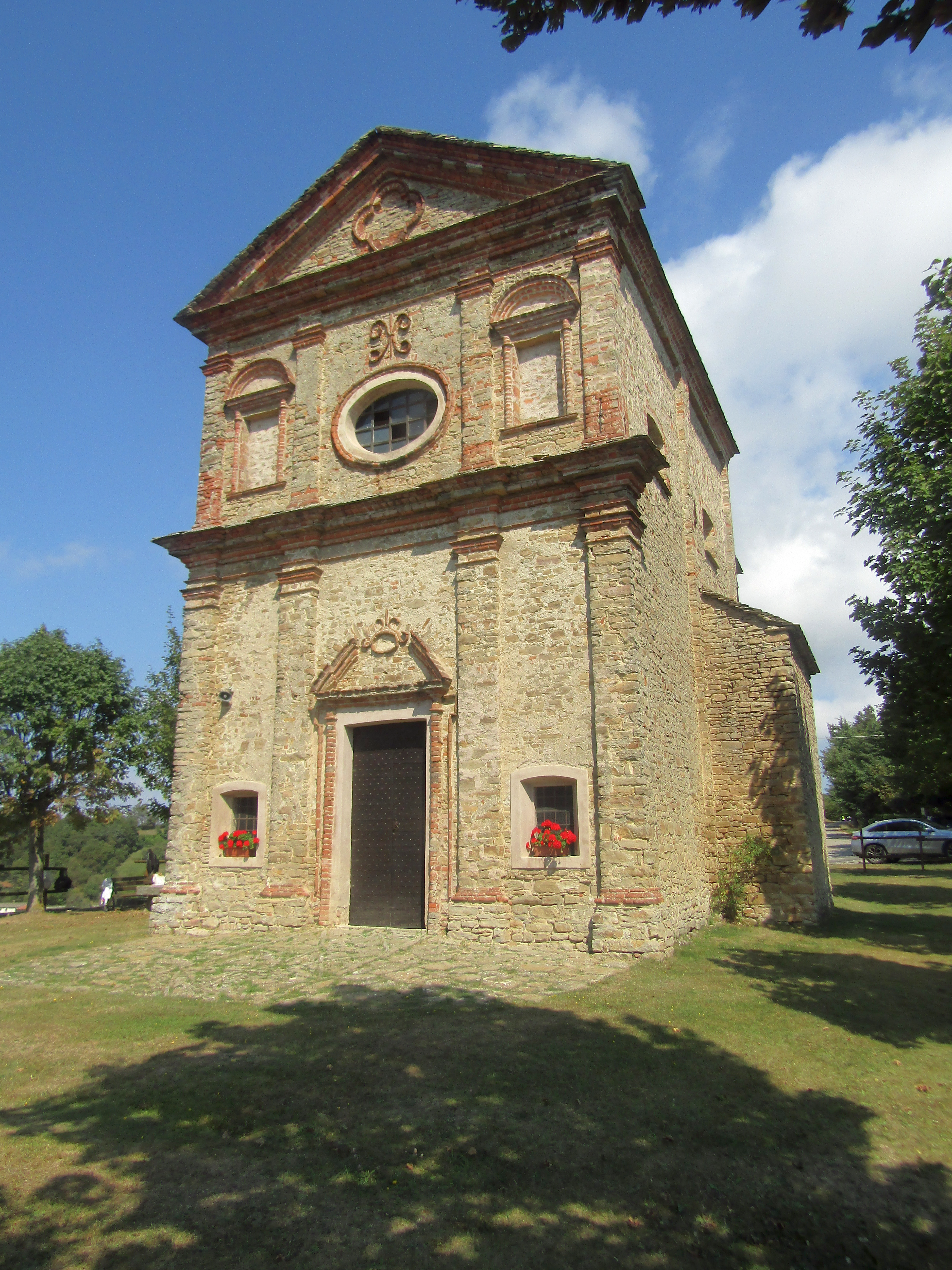
Madonna dei Monti

Sein Name leitet sich von Nigella Sativa ab, einem jener alten Kräuter, von denen seit ägyptischen Zeiten gesagt wurde, dass sie alle Krankheiten heilen. Es gibt nur wenige historische Informationen über die frühen Ereignisse des Dorfes. Es wird zum ersten Mal in einer Urkunde aus dem Jahr 1033 erwähnt. Es war ein Lehen der Markgrafen von Cortemilia und gehörte später zu Alba, den Herren von Bossolasco und 1600 ging es an das Haus Savoyen. 
Aus dem Mittelalter sind nur noch ein quadratischer Turm, Reste der alten Mauern und ein gewölbter Steinbogen übrig. Der alte Steinbogen wurde in „Bogen der Franzosen“ umbenannt, in Erinnerung an den Durchmarsch einer Division von 12.000 Mann während des ersten italienischen Feldzugs Napoleons im Jahr 1796.

## Sehenswürdigkeiten
- Der Turm, Reste einer mittelalterlichen Befestigungsanlage, erbaut 1219. Sie wurde 1431 von den Visconti-Truppen schwer beschädigt.[4]
- Kirche San Giorgio und Madonna della Neve, urkundlich seit 1574 erwähnt, deren heutiges Aussehen jedoch durch die Renovierung im 19. Jahrhundert bestimmt wird.
- Die Kapelle San Bernardino und das Heiligtum der Madonna dei Monti im Baustil des 18. Jahrhunderts.

## Kulinarische Spezialitäten
In der Umgebung von Niella Belbo wird Weinbau betrieben. Die Beeren der Rebsorten Spätburgunder und/oder Chardonnay dürfen zum Schaumwein Alta Langa verarbeitet werden.
Hauptanbaupflanze ist jedoch die Haselnuss. Fast jede Familie hat traditionell mehr oder weniger große Areale, welche bewirtschaftet werden. Im Herbst werden mit Laubgebläse die reifen Nüsse zusammen "gefegt". Hieraus werden hauptsächlich Haselnusscremes gewonnen.